# 名古屋平成音頭
名古屋平成音頭（なごやへいせいおんど）は、1998年11月21日にリリースされた南条茂&きんさん ぎんさんのシングル。

## 収録曲
1. 名古屋平成音頭
作詞：宮田城治　作曲：飯田譲　編曲：たかしまあきひこ
2. 恋千草
作詞：山田孝雄　作曲：宮田城治　編曲：たかしまあきひこ
3. 名古屋平成音頭（オリジナル・カラオケ）
作曲：飯田譲　編曲：たかしまあきひこ
4. 恋千草（オリジナル・カラオケ）
作曲：宮田城治　編曲：たかしまあきひこ